# Lochvytsia
Lochvytsia (ukrainska: Лохвиця uttal (fil); ryska: Лохвица: Lochvitsa) är en stad vid floden Sula i Poltava oblast i centrala Ukraina. Folkmängden uppgick till 11 939 invånare i början av 2012.